# Daniel de Suecia
Daniel de Suecia, duque de Västergötland (nacido Olof Daniel Westling; Örebro, 15 de septiembre de 1973) es el príncipe heredero consorte de Suecia y duque de Västergötland por su matrimonio con la princesa heredera Victoria. Adoptó el apellido Bernadotte de la dinastía real sueca. Es padre de la princesa Estela y del príncipe Óscar.
Es entrenador personal y empresario de varios gimnasios, posee una empresa llamada Balance Training, a través de la cual tiene tres gimnasios en el centro de Estocolmo.

## Biografía

### Nacimiento
Daniel nació en el hospital universitario de Örebro el 15 de septiembre de 1973. Es hijo de Olle Gunnar Westling, nacido en Hanebo (Hälsingland) en el año 1945, y de Ewa Kristina Westling, nacida en Arbrå (Hälsingland) en 1944. Tiene una hermana mayor, Anna Söderström, que es madrina de bautizo de su hija, la princesa Estela.
Pasó los primeros años de su vida en Almby en el condado de Örebro y se crio en Ockelbo. Fue bautizado en la iglesia parroquial de Almby en enero de 1974.

### Estudios
Westling estuvo en dos colegios, en el Raboskolan y el Lundaskolan en Sindbis. Posteriormente estudió en el Instituto de Secundaria de Sandviken, donde se graduó en 1991.
Realizó su servicio militar en 14° Regimiento de Hälsinge en la comarca de Gävle. En 1994 se trasladó a vivir a Estocolmo para estudiar durante dos años Educación Física en el Folkhögskola, especializándose en orientación deportiva. Durante ese periodo, volvió a trabajar en una empresa de formación y fue instructor de entrenadores y monitores de fitness.
En 2011 continuó sus estudios en el Instituto Karolinska de Estocolmo estudiando Fisiología, Actividad Física y Salud.

### Empleos
Entre sus primeros trabajos se encuentran empleos de verano en la residencia de ancianos de Ockelbo, trabajo que mantuvo mientras realizaba el servicio militar. Una vez completado el servicio militar, entró a trabajar en una escuela para niños con necesidades especiales en la que permaneció durante más de un año y medio.
En 1997 creó con otros socios una compañía propia y abrió su primer gimnasio en el centro de Estocolmo. Fue consultor de fitness y estudió un máster de formación gimnástica. Poco a poco fue ampliando su negocio con dos gimnasios más situados en el centro de la capital sueca. 
En el año 2006 fundó en Estocolmo la compañía Balance, una empresa de formación física con 5000 miembros en sus centros de fitness.

### Enfermedad
En 2009, poco antes de anunciarse su compromiso con la heredera, empezó a sufrir problemas renales que le obligaron a someterse, primero a un tratamiento de diálisis, y después a un trasplante de riñón, cuyo donante fue su propio padre. Desde entonces, Daniel se ha volcado en la concienciación de la importancia de donar órganos.

### Noviazgo y compromiso
En 2001 conoció a la princesa Victoria en uno de los gimnasios donde trabajaba, al convertirse en su entrenador personal. En 2002 empezaron a salir en contra de los deseos de sus padres y de la sociedad sueca, que no veían con buenos ojos esta relación.
El 24 de febrero de 2009, Daniel y la princesa Victoria recibieron el permiso necesario para contraer matrimonio por parte del Rey Carlos XVI Gustavo y el gobierno sueco. Ese día la casa real sueca anunció su compromiso matrimonial.

## Matrimonio y descendencia

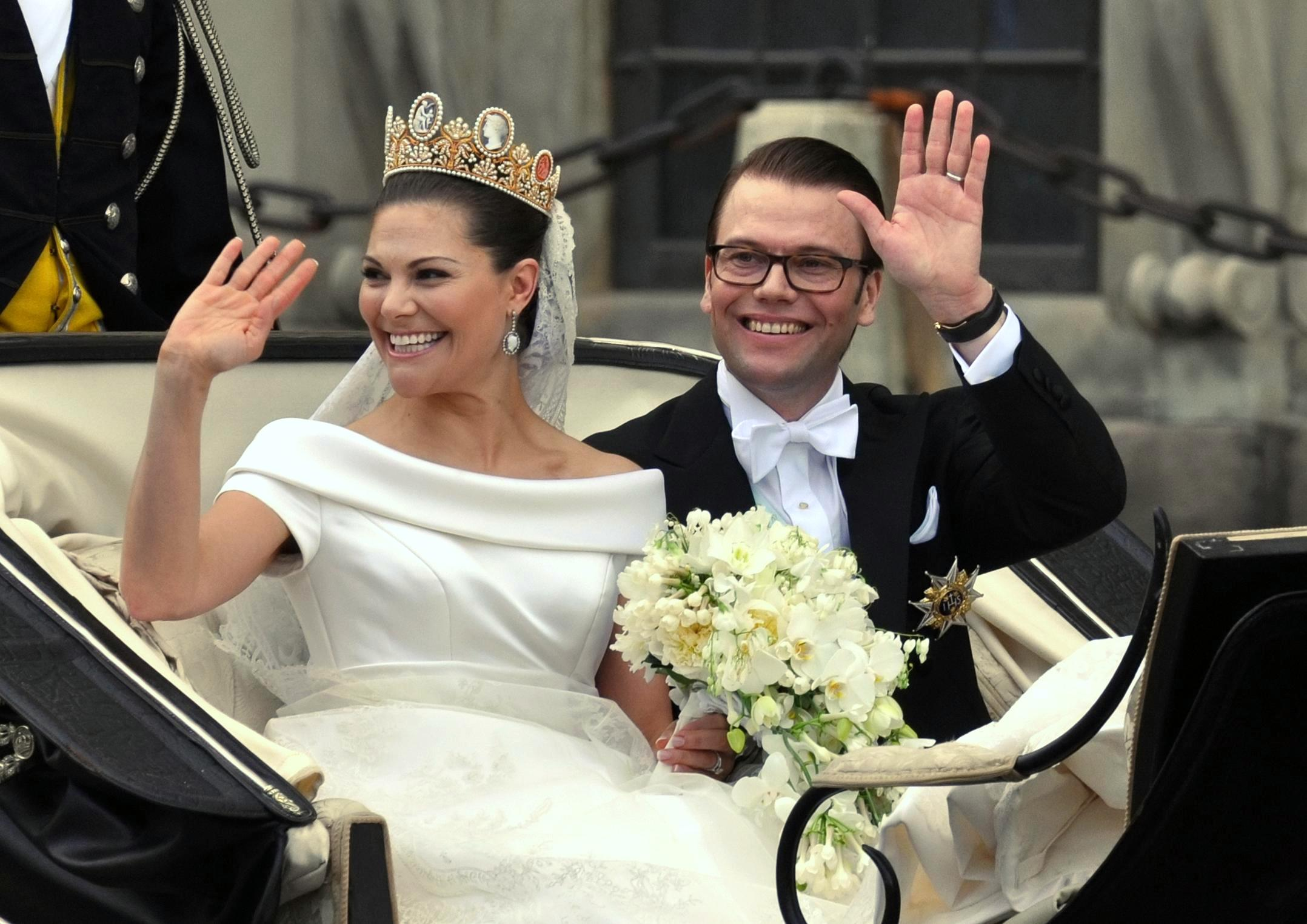
Victoria y Daniel el día de su boda en Estocolmo.

### Boda
La boda se celebró el 19 de junio de 2010 en la catedral de San Nicolás de Estocolmo y contó con la presencia de la realeza de todo el mundo.
Tras su matrimonio recibió los títulos de príncipe de Suecia y duque consorte de Västergötland con tratamiento de Alteza Real. Además, también fue condecorado como Caballero de la Orden de los Serafines.
Tras su boda los príncipes herederos se trasladaron al Palacio de Haga en Solna, Estocolmo.

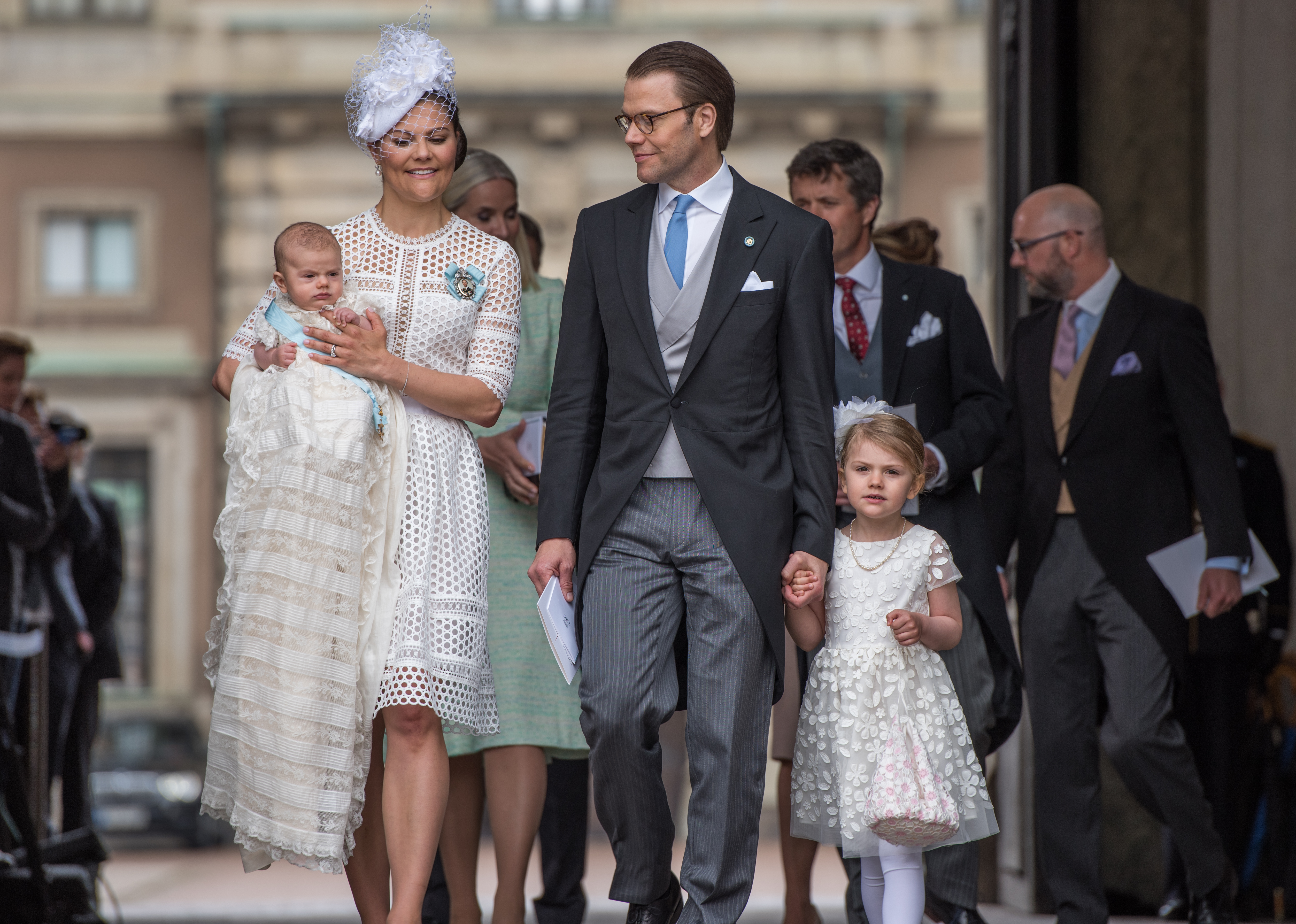
Victoria y Daniel con sus hijos, la princesa Estela y el príncipe Óscar.

### Hijos
El 17 de agosto de 2011, la casa real anunció que la princesa Victoria estaba embarazada. El 23 de febrero de 2012 dio a luz a la primogénita de la pareja, la princesa Estela, en el Hospital Universitario de Solna, Estocolmo.
El 4 de septiembre de 2015, se dio a conocer, mediante un comunicado emitido por la casa real, que la princesa Victoria estaba embarazada de su segundo hijo. El príncipe Óscar, segundo hijo de los príncipes herederos, nació el 2 de marzo de 2016 en Estocolmo.
- Estela, duquesa de Östergötland, nacida el 23 de febrero de 2012.
- Óscar, duque de Escania, nacido el 2 de marzo de 2016.

## Príncipe de Suecia

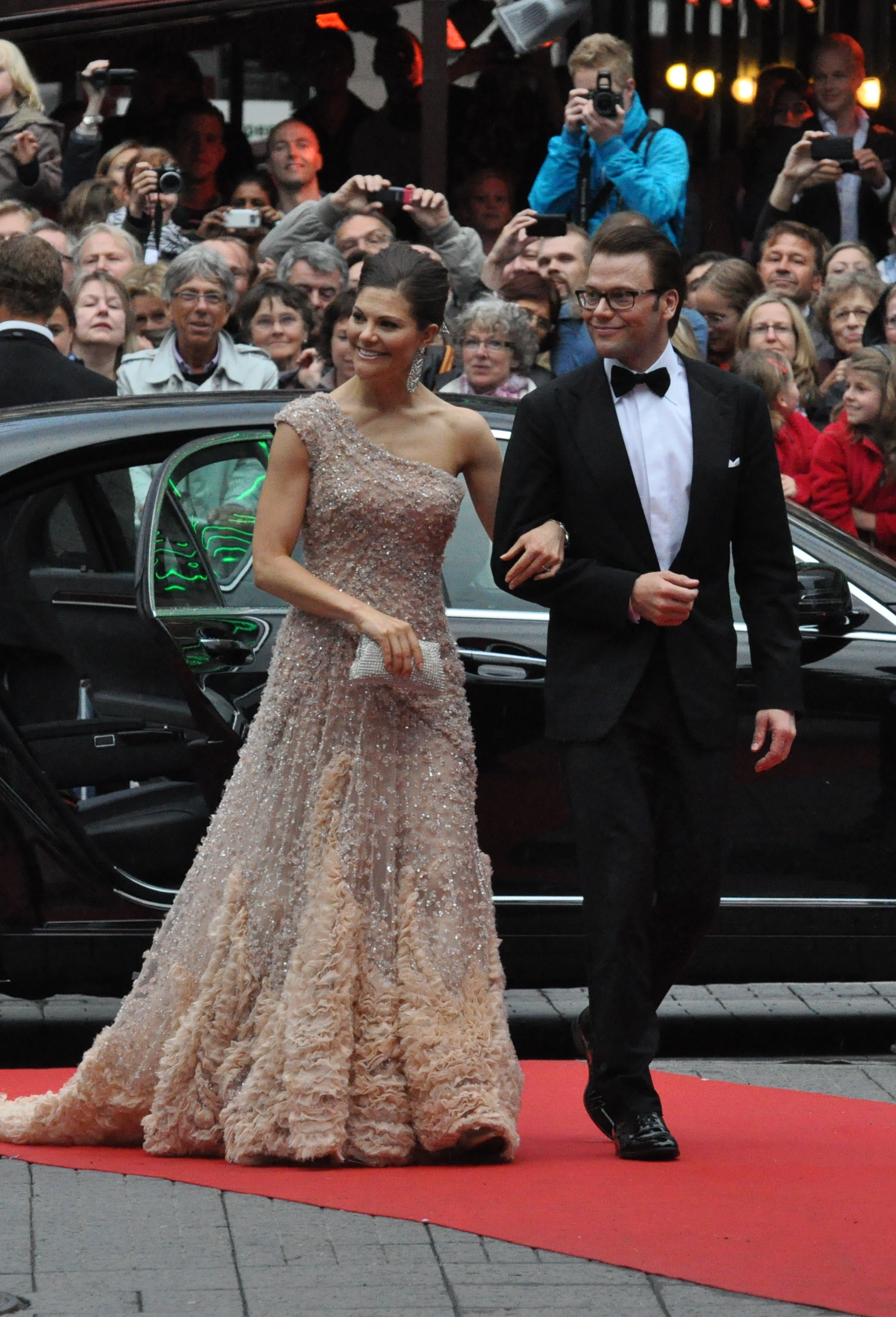
Daniel junto a la princesa Victoria, en 2010.

Su mentor es el general de brigada Jan-Eric Warren, que desde 1986 trabaja a las órdenes del rey Carlos Gustavo.
El príncipe acompaña a la princesa Victoria en sus deberes reales y ha participado en visitas de estado junto al resto de la familia real sueca. En febrero de 2011, el príncipe Daniel comenzó su agenda en solitario, en una visita al Consejo de Exportaciones sueco en Londres.
Desde su matrimonio con la princesa heredera, Daniel se ha involucrado especialmente en la promoción de la salud y la alimentación sana. Desde 2011 participa en la Carrera Príncipe Daniel (en sueco: Prins Daniels lopp) y el Día del deporte, en la que se incentiva a niños y jóvenes a practicar deporte, junto a la Confederación sueca de deporte.
En 2010 creó, junto a la princesa Victoria, la fundación Gen-Pep; una organización sin ánimo de lucro que tiene como objetivo movilizar a organizaciones y personas para que ayuden a niños y jóvenes a vivir una vida más saludable.
A raíz de su trasplante de riñón, también se ha involucrado especialmente en la concienciación sobre la importancia de la donación de órganos. Desde 2011 es miembro de honor de la Fundación Sueca del Corazón y Pulmones, que entrega un premio anual con su nombre (Prins Daniels forskningsanslag till yngre lovande forskare) a investigaciones pioneras en el marco de la investigación cardio-pulmonar. En 2013 se convirtió en patrón de la Sociedad Internacional de Nefrología. Además, es patrón de la organización More Organ Donation.
El príncipe Daniel ha asistido a numerosos eventos deportivos en Suecia, entre los que destacan los World Transplant Games en 2011, la Eurocopa femenina de fútbol de 2013, y el Mundial de hockey sobre hielo masculino de 2013. También asiste anualmente a Campeonato de Jóvenes Emprendedores de Suecia, y es miembro del Consejo Nacional de Jóvenes Emprendedores. En 2017 presentó la Gala del Deporte, uno de los eventos más importantes de Suecia.
En 2013 creó un programa de becas para emprendedores en colaboración con la Academia Sueca de Ciencias de la Ingeniería.

## Títulos y distinciones honoríficas

Monograma.

Escudo como caballero gran cruz de la Orden del Mérito Civil (España).

| ● 315 de septiembre de 1973-19 de junio de 2010: | Señor Olof Daniel Westling                                          |
| ● 19 de junio de 2010-presente:                  | Su alteza real el príncipe Daniel de Suecia, duque de Västergötland |

### Distinciones honoríficas suecas
- Caballero de la Orden de los Serafines (19/06/2010).[30]
- Caballero comandante de la Orden de la Estrella Polar (2013).[31]
- Medalla conmemorativa del Jubileo de Rubí del Rey Carlos XVI Gustavo (15/09/2013).[32]
- Medalla Conmemorativa del 70 Aniversario del Rey Carlos XVI Gustavo (30/04/2016).[33]
- Medalla Conmemorativa del Jubileo de Oro del Rey Carlos XVI Gustavo (15/09/2023).

### Distinciones honoríficas extranjeras
- Medalla Conmemorativa del 70 Aniversario de la Reina Margarita II (Reino de Dinamarca 16/04/2010).[34]
- Caballero de primera clase de la Orden de la Cruz de Terra Mariana (República de Estonia, 18/01/2011).[35]
- Caballero gran cruz de la Orden de la Rosa Blanca (República de Finlandia, 17/04/2012).
- Medalla Conmemorativa de la Investidura del rey Guillermo Alejandro (Reino de los Países Bajos, 27/04/2013).[36]
- Gran Oficial de la Orden de la República (República Tunecina, 04/11/2015).[37]
- Medalla Conmemorativa del 75 Aniversario de la Reina Margarita II (Reino de Dinamarca 16/04/2015).[38]
- Caballero gran cruz de la Orden de Bernardo O'Higgins (República de Chile, 10/05/2016).[39][40]
- Caballero gran cruz de la Orden del Halcón (Islandia, 17/01/2018).[41][42]
- Caballero gran cruz de la Orden al Mérito de la República Italiana (República Italiana, 13/11/2018).[43]
- Caballero gran cruz de la Orden del Servicio Diplomático (República de Corea, 14/06/2019).[44]
- Caballero Gran Cruz de la Orden del Mérito de la República Federal de Alemania (República Federal de Alemania, 07/09/2021).[45]
- Caballero gran cruz de la Orden del Mérito Civil (Reino de España, 16/11/2021).[46]
- Caballero gran cruz de la Orden de la Corona (Reino de los Países Bajos, 11/10/2022).
- Caballero gran cruz de la Orden de San Olaf (Reino de Noruega).[47]
- Gran oficial de la Legión de Honor (República Francesa, 30/01/2024).
- Caballero de la Orden del Elefante (Reino de Dinamarca, 06/05/2024).[48]

## Armas

Escudo de Armas de Daniel, príncipe de Suecia duque de Västergötland

## Ancestros
|  |                                        |  |  |  |  |  |  |  |  |  |  |  |  |  |  |  |
|  | 16. Anders Andersson                   |  |  |  |  |  |  |  |  |  |  |  |  |  |  |  |
|  |                                        |  |  |  |  |  |  |  |  |  |  |  |  |  |  |  |
|  |                                        |  |  |  |  |  |  |  |  |  |  |  |  |  |  |  |
|  | 8. Anders Andersson                    |  |  |  |  |  |  |  |  |  |  |  |  |  |  |  |
|  |                                        |  |  |  |  |  |  |  |  |  |  |  |  |  |  |  |
|  |                                        |  |  |  |  |  |  |  |  |  |  |  |  |  |  |  |
|  | 17. Karin Hansdotter                   |  |  |  |  |  |  |  |  |  |  |  |  |  |  |  |
|  |                                        |  |  |  |  |  |  |  |  |  |  |  |  |  |  |  |
|  |                                        |  |  |  |  |  |  |  |  |  |  |  |  |  |  |  |
|  | 4. Anders Westling                     |  |  |  |  |  |  |  |  |  |  |  |  |  |  |  |
|  |                                        |  |  |  |  |  |  |  |  |  |  |  |  |  |  |  |
|  |                                        |  |  |  |  |  |  |  |  |  |  |  |  |  |  |  |
|  | 18. Nils Westling                      |  |  |  |  |  |  |  |  |  |  |  |  |  |  |  |
|  |                                        |  |  |  |  |  |  |  |  |  |  |  |  |  |  |  |
|  |                                        |  |  |  |  |  |  |  |  |  |  |  |  |  |  |  |
|  | 9. Brita Westling                      |  |  |  |  |  |  |  |  |  |  |  |  |  |  |  |
|  |                                        |  |  |  |  |  |  |  |  |  |  |  |  |  |  |  |
|  |                                        |  |  |  |  |  |  |  |  |  |  |  |  |  |  |  |
|  | 19. Margta Jansdotter                  |  |  |  |  |  |  |  |  |  |  |  |  |  |  |  |
|  |                                        |  |  |  |  |  |  |  |  |  |  |  |  |  |  |  |
|  |                                        |  |  |  |  |  |  |  |  |  |  |  |  |  |  |  |
|  | 2. Olle Gunnar Westling                |  |  |  |  |  |  |  |  |  |  |  |  |  |  |  |
|  |                                        |  |  |  |  |  |  |  |  |  |  |  |  |  |  |  |
|  |                                        |  |  |  |  |  |  |  |  |  |  |  |  |  |  |  |
|  | 20. Nils Borg                          |  |  |  |  |  |  |  |  |  |  |  |  |  |  |  |
|  |                                        |  |  |  |  |  |  |  |  |  |  |  |  |  |  |  |
|  |                                        |  |  |  |  |  |  |  |  |  |  |  |  |  |  |  |
|  | 10. Anders Erik Borg                   |  |  |  |  |  |  |  |  |  |  |  |  |  |  |  |
|  |                                        |  |  |  |  |  |  |  |  |  |  |  |  |  |  |  |
|  |                                        |  |  |  |  |  |  |  |  |  |  |  |  |  |  |  |
|  | 21. Margareta Andersdotter             |  |  |  |  |  |  |  |  |  |  |  |  |  |  |  |
|  |                                        |  |  |  |  |  |  |  |  |  |  |  |  |  |  |  |
|  |                                        |  |  |  |  |  |  |  |  |  |  |  |  |  |  |  |
|  | 5. Frida Berta Borg                    |  |  |  |  |  |  |  |  |  |  |  |  |  |  |  |
|  |                                        |  |  |  |  |  |  |  |  |  |  |  |  |  |  |  |
|  |                                        |  |  |  |  |  |  |  |  |  |  |  |  |  |  |  |
|  | 22. Johan Erik Båth                    |  |  |  |  |  |  |  |  |  |  |  |  |  |  |  |
|  |                                        |  |  |  |  |  |  |  |  |  |  |  |  |  |  |  |
|  |                                        |  |  |  |  |  |  |  |  |  |  |  |  |  |  |  |
|  | 11. Anna Båth                          |  |  |  |  |  |  |  |  |  |  |  |  |  |  |  |
|  |                                        |  |  |  |  |  |  |  |  |  |  |  |  |  |  |  |
|  |                                        |  |  |  |  |  |  |  |  |  |  |  |  |  |  |  |
|  | 23. Karin Nilsdotter                   |  |  |  |  |  |  |  |  |  |  |  |  |  |  |  |
|  |                                        |  |  |  |  |  |  |  |  |  |  |  |  |  |  |  |
|  |                                        |  |  |  |  |  |  |  |  |  |  |  |  |  |  |  |
|  | 1. Olof Daniel, Duque de Västergötland |  |  |  |  |  |  |  |  |  |  |  |  |  |  |  |
|  |                                        |  |  |  |  |  |  |  |  |  |  |  |  |  |  |  |
|  |                                        |  |  |  |  |  |  |  |  |  |  |  |  |  |  |  |
|  | 24. Johan Westring                     |  |  |  |  |  |  |  |  |  |  |  |  |  |  |  |
|  |                                        |  |  |  |  |  |  |  |  |  |  |  |  |  |  |  |
|  |                                        |  |  |  |  |  |  |  |  |  |  |  |  |  |  |  |
|  | 12. Johan Gregorius Westring           |  |  |  |  |  |  |  |  |  |  |  |  |  |  |  |
|  |                                        |  |  |  |  |  |  |  |  |  |  |  |  |  |  |  |
|  |                                        |  |  |  |  |  |  |  |  |  |  |  |  |  |  |  |
|  | 25. Anna Wiklund                       |  |  |  |  |  |  |  |  |  |  |  |  |  |  |  |
|  |                                        |  |  |  |  |  |  |  |  |  |  |  |  |  |  |  |
|  |                                        |  |  |  |  |  |  |  |  |  |  |  |  |  |  |  |
|  | 6. John Einar Westring                 |  |  |  |  |  |  |  |  |  |  |  |  |  |  |  |
|  |                                        |  |  |  |  |  |  |  |  |  |  |  |  |  |  |  |
|  |                                        |  |  |  |  |  |  |  |  |  |  |  |  |  |  |  |
|  | 26. Samuel Samuelsson                  |  |  |  |  |  |  |  |  |  |  |  |  |  |  |  |
|  |                                        |  |  |  |  |  |  |  |  |  |  |  |  |  |  |  |
|  |                                        |  |  |  |  |  |  |  |  |  |  |  |  |  |  |  |
|  | 13. Anna Samuelsdotter                 |  |  |  |  |  |  |  |  |  |  |  |  |  |  |  |
|  |                                        |  |  |  |  |  |  |  |  |  |  |  |  |  |  |  |
|  |                                        |  |  |  |  |  |  |  |  |  |  |  |  |  |  |  |
|  | 27. Kerstin Mårtensdotter              |  |  |  |  |  |  |  |  |  |  |  |  |  |  |  |
|  |                                        |  |  |  |  |  |  |  |  |  |  |  |  |  |  |  |
|  |                                        |  |  |  |  |  |  |  |  |  |  |  |  |  |  |  |
|  | 3. Ewa Kristina Westring               |  |  |  |  |  |  |  |  |  |  |  |  |  |  |  |
|  |                                        |  |  |  |  |  |  |  |  |  |  |  |  |  |  |  |
|  |                                        |  |  |  |  |  |  |  |  |  |  |  |  |  |  |  |
|  | 28. Johannes Hugg                      |  |  |  |  |  |  |  |  |  |  |  |  |  |  |  |
|  |                                        |  |  |  |  |  |  |  |  |  |  |  |  |  |  |  |
|  |                                        |  |  |  |  |  |  |  |  |  |  |  |  |  |  |  |
|  | 14. Johan Teodor Hugg                  |  |  |  |  |  |  |  |  |  |  |  |  |  |  |  |
|  |                                        |  |  |  |  |  |  |  |  |  |  |  |  |  |  |  |
|  |                                        |  |  |  |  |  |  |  |  |  |  |  |  |  |  |  |
|  | 29. Brita Eriksdotter                  |  |  |  |  |  |  |  |  |  |  |  |  |  |  |  |
|  |                                        |  |  |  |  |  |  |  |  |  |  |  |  |  |  |  |
|  |                                        |  |  |  |  |  |  |  |  |  |  |  |  |  |  |  |
|  | 7. Nanny Birgitta Hugg                 |  |  |  |  |  |  |  |  |  |  |  |  |  |  |  |
|  |                                        |  |  |  |  |  |  |  |  |  |  |  |  |  |  |  |
|  |                                        |  |  |  |  |  |  |  |  |  |  |  |  |  |  |  |
|  | 30. Jonas Jonsson                      |  |  |  |  |  |  |  |  |  |  |  |  |  |  |  |
|  |                                        |  |  |  |  |  |  |  |  |  |  |  |  |  |  |  |
|  |                                        |  |  |  |  |  |  |  |  |  |  |  |  |  |  |  |
|  | 15. Kristina Jonsdotter                |  |  |  |  |  |  |  |  |  |  |  |  |  |  |  |
|  |                                        |  |  |  |  |  |  |  |  |  |  |  |  |  |  |  |
|  |                                        |  |  |  |  |  |  |  |  |  |  |  |  |  |  |  |
|  | 31. Anna Eriksdotter                   |  |  |  |  |  |  |  |  |  |  |  |  |  |  |  |
|  |                                        |  |  |  |  |  |  |  |  |  |  |  |  |  |  |  |
|  |                                        |  |  |  |  |  |  |  |  |  |  |  |  |  |  |  |